# شو جینگ‌لی
شو جینگ‌لِی (چینی: 徐靜蕾؛ زادهٔ ۱۶ آوریل ۱۹۷۴) یک هنرپیشه و کارگردان فیلم اهل چین است.
او دانش‌آموختهٔ آکادمی فیلم پکن است.
از فیلم‌ها یا برنامه‌های تلویزیونی که وی در آن نقش داشته است می‌توان به اربابان جنگ و حادثه شینجوکو اشاره کرد.